# Museo nazionale d'arte della Romania

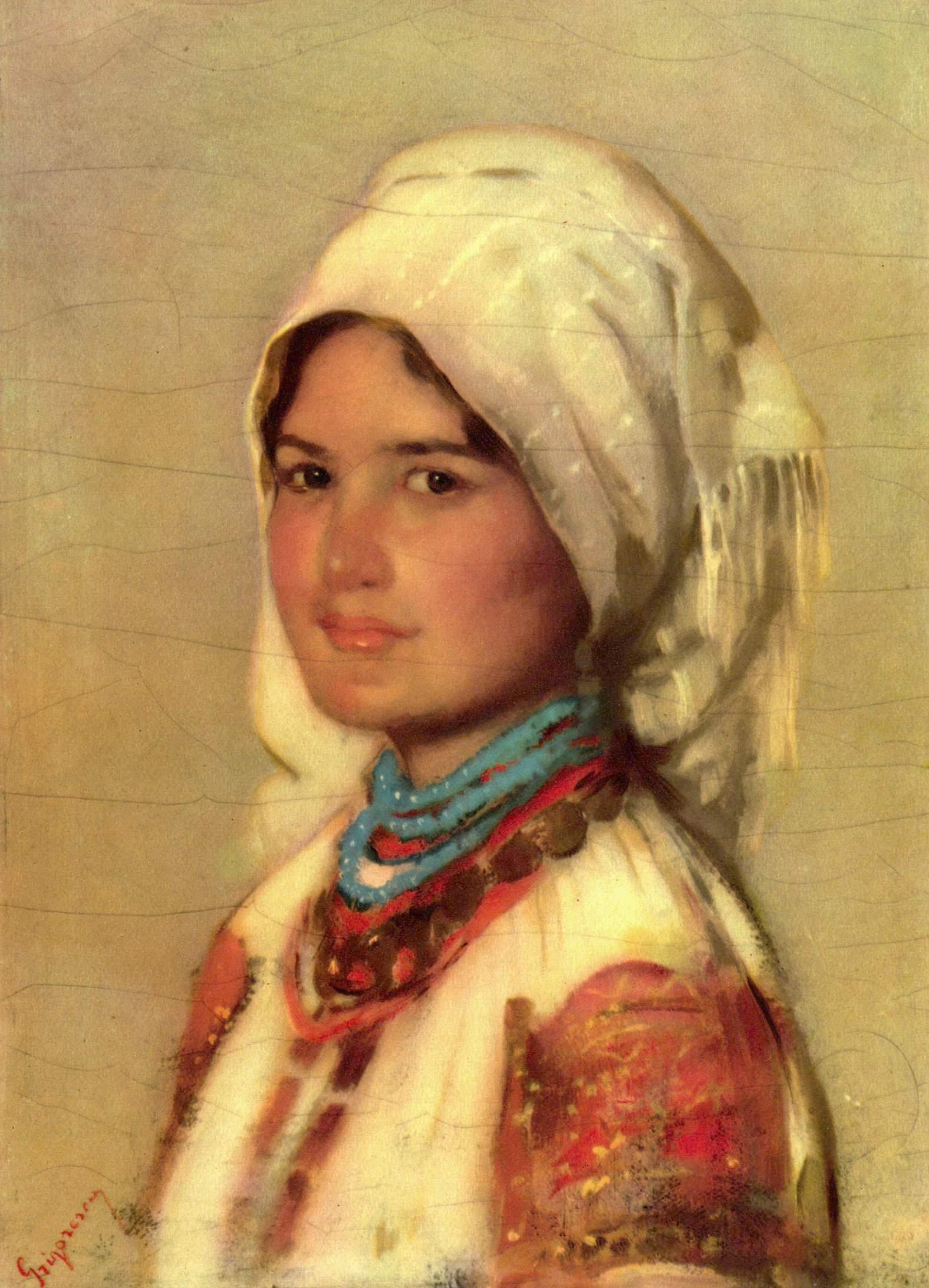
Nicolae Grigorescu, Ritratto di fanciulla.

Il Museo nazionale d'arte rumena (in romeno Muzeul Naţional de Artă al României) si trova nell'ex palazzo reale in piazza della Rivoluzione a Bucarest. Vi sono conservate importanti collezioni di arte medievale e moderna, sia di artisti rumeni che internazionali, questi ultimi un tempo collezionati dalla famiglia reale rumena.
Fa parte del museo nazionale anche il Museo Zambaccian.

## Storia
Il palazzo risale al 1937. Il museo venne danneggiato durante la rivoluzione del 1989, venendo riaperto solo nel 2000. La parte medievale, con opere provenienti da monasteri ed istituzioni religiose soppressi o distrutti durante l'era Ceaușescu, fu riaperta solo nel 2002.

## Descrizione
La collezione di arte rumena moderna comprende opere di scultori come Constantin Brâncuși e Dimitrie Paciurea, o pittori come Theodor Aman, Nicolae Grigorescu, Theodor Pallady, Gheorghe Petrașcu e Gheorghe Tattarescu.
La collezione internazionale vanta opere di Domenico Veneziano (Madonna del Roseto), Antonello da Messina, El Greco, Tintoretto, Jan Brueghel il Vecchio, Peter Paul Rubens e Rembrandt, oltre ad alcuni importanti esempi di impressionismo, tra cui opere di Claude Monet e Alfred Sisley. Tra le opere più celebri della collezione il ritratto del cantante Farinelli di Jacopo Amigoni oppure il Cristo alla colonna di Alonso Cano.
Due sale sono adibite alle mostre temporanee.